# Ladderane
Die Ladderane bilden eine besondere Stoffgruppe innerhalb der org. Verbindungen der Cycloalkane, die aus linear aneinander anellierten Cyclobutan-Ringen bestehen.
Durch die Art der Verknüpfung der einzelnen Cyclobutan-Ringe kommt eine leiterförmige Struktur zustande, so dass von dem englischen Wort ladder für deutsch 'Leiter' sich auch der Name der Ladderane ableitet.

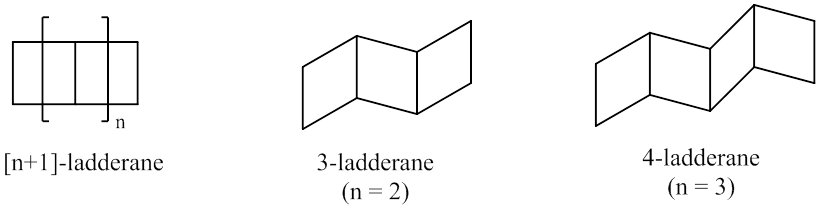
Nomenklatur der Ladderane

Von den Ladderanen werden die Fenestrane unterschieden, bei denen Cyclobutan-Ringe innerhalb des Moleküls auch angular, d. h. hier in einem Winkel von 90°, gebunden sein können. Cyclisch geschlossene Ladderane führen zu den sogenannten Prismanen, zu denen auch das Cuban gezählt wird.
Bei der Nomenklatur der Ladderane wird zur Anzahl (n) der Bindungen zwischen den gemeinsamen Kohlenstoffatome der einzelnen Cyclobutan-Ringe („Brückenbindungen“) 1 addiert und als Zahl-Präfix dem Namen 'Ladderan' vorangestellt, so dass bspw. 4-Ladderan ein Ladderan bezeichnet, das drei Brückenbindungen und entsprechend vier Cyclobutan-Ringe aufweist.

Ladderan-Lipide

In der Natur treten Ladderane v. a. in bestimmten Bakterien aus der Gruppe der Planctomycetes auf.
Bei diesen Bakterien handelt es sich um Arten, die zum sog. Anammox-Stoffwechselweg befähigt sind, bei dem Ammonium zu elementarem Stickstoff oxidiert wird.
Dieser Prozess findet in besonderen zellulären Kompartimenten statt, die als Anammoxosomen bezeichnet werden.
Die Membranen dieser Anammoxosomen bestehen zu einem großen Teil (z. B. über 50 % bei Candidatus Brocadia anammoxidans) aus Membranlipiden, in denen Ladderane als Komponenten enthalten sind.
Ein Beispiel eines solchen Ladderan-haltigen Membranlipids ist die Pentacycloanammoxsäure, die ein Ladderan aus fünf Cyclobutan-Ringen enthält.